# Subway to Sally
A Subway To Sally egy német származású folk-rock / folk-metal zenekar, amely 1990-ben Potsdam városában alakult. Zenéjük számos középkori dallamot és régi népzenei hangzást dolgoz fel, a (gyakran régi) német nyelv mellett angol, latin, vagy gael nyelven is énekelnek. Mindeddig tíz stúdióalbumuk jelent meg.

## Történet
A héttagú együttes 1990-ben alakult, alapítói Michael Simon (Simon) és Michael Boden (Bodenski) gitárosok, akik még iskolás éveikből ismerték egymást. Névválasztásuk egy korábbi dalukra vezethető vissza (Down the line), melyben megjelenik Sally alakja, mint fény az alagút végén. A két énekes-gitároshoz csatlakozott Ingo Hampf (gitár), Frau Schmitt (Silke Volland, hegedű), Coni (trombita, 1991-ig), Sugar Ray (Silvio Runge, basszusgitár) és Guido (dobok, 1991-ig). Első koncertjüket 1990. szeptember 15-én adták.
Coni, a trombitás lány nem sokkal később elhagyta az együttest, mert gyermeket várt. 1991-ben csatlakozott a zenekarhoz Eric Fish (Eric Hecht), aki először csak dudán játszott, majd a második nagylemezen már énekesként is szerepel.

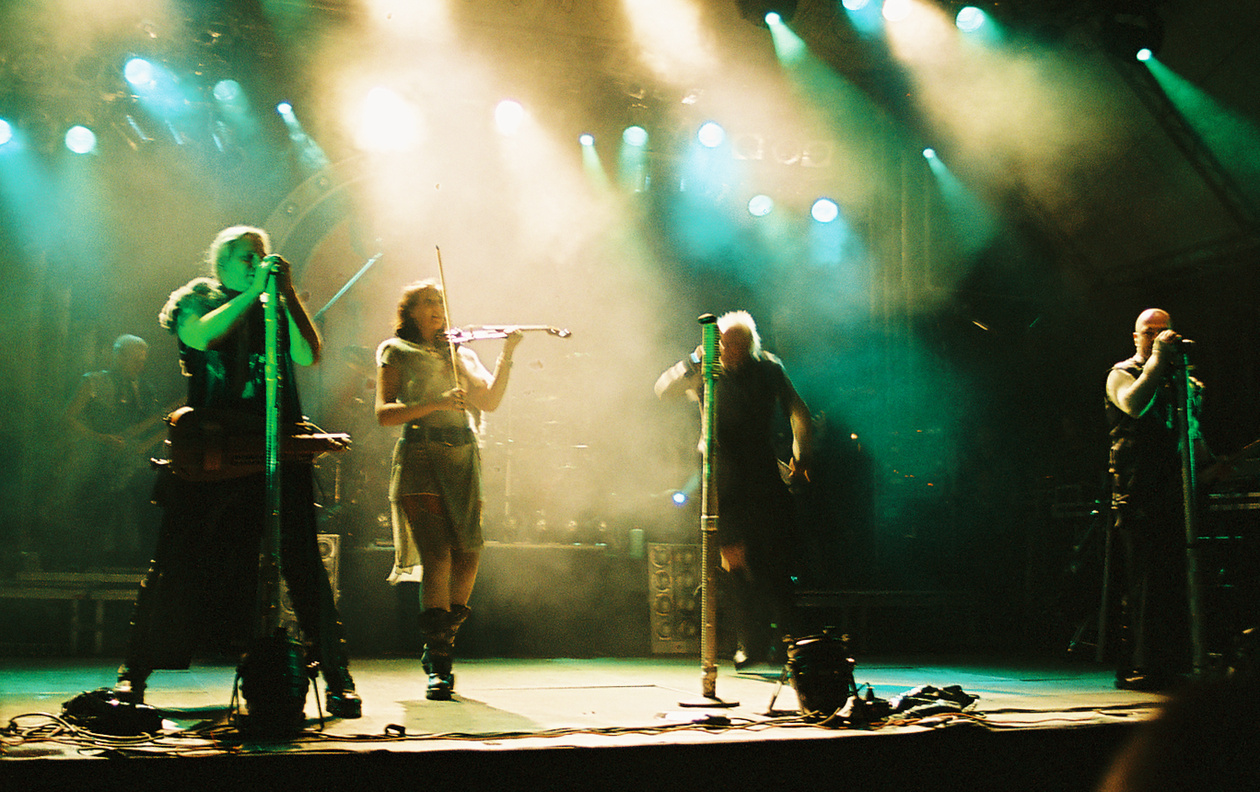
Subway to Sally (2005)

Az első nagylemezük, Album 1994 címen, még elsősorban az akusztikus és klasszikus hangszerelést részesítette előnyben.
Az együttes ezt követően minden évben megjelentetett egy lemezt (MCMXCV, 1995; Foppt den Dämon!, 1996; Bannkreis, 1997). 1995-ös albumuk bibliai indíttatású szövegekkel és középkori zenével - ugyanakkor egyre inkább előtérbe kerülő elektronikus hangszereléssel és metal/rock-témákkal - hívta fel magára a figyelmet, melynek következtében a kritikusok a "középkori metal" címkét ragasztották rájuk. A zenekar ezekben az években körülbelül száz koncertet adott évente Németországban.
Az igazi áttörést 1997-es lemezükkel érték el, amely már a BMG kiadónál jelent meg, és amely már felkerült a német slágerlistákra is. Ekkor a gitár-centrikus hangzást duda, tekerőlant, hárfa, mandolin, hegedű, furulya, brácsa és pánsíp egészíti ki már lemezükön. Ezt a sikeres vonalat Hochzeit című 1999-es lemezükkel vitték tovább, amely szintén felkerült a listára. A Herzblut (2001) az előző lemez hangzását viszi ugyan tovább, de témáit tekintve más irányba mutat és emellett először jelenik meg a zenekar munkásságában a számítógépes programozás és a technikai elemek alkalmazása.
A két kiadvány között látott napvilágot az együttes első koncertlemeze, amely a Schrei! címet viseli.
Újabb nagyobb váltás az Engelskrieger (2003) albumon következett be, amely szövegileg már a mai korból (is) merít, és amely nagyobb mértékben épít elektronikus hangszerekre. Az együttes olyan témákat dolgoz fel, mint az eutanázia, a népet félrevezető politikai vezetők és a nyugati világ hanyatlása. A váltás azonban csak átmenetinek bizonyult, hiszen a Nord Nord Ost című 2005-ös album ismét visszatér valamelyest a gyökerekhez és az eredeti Subway to Sally-hangzáshoz. A lemezen közreműködött a Deutsches Filmorchester Babelsberg klasszikus zenekar is. A lemezzel minden eddigi sikerüket felülmúlják: megjelenésének első hetében az 5. helyen lép be a német top tízbe.
2006-os Nackt című lemezüket követően, amely néhány dal akusztikus - a berlini Passió-templomban felvett - koncertváltozatát tartalmazza, 2007-ben ismét új anyaggal jelentkeztek Bastard címmel. A lemezen található Auf Kiel című szám 2008 februárjában megnyerte a 2005 óta megrendezésre kerülő Bundesvision Song Contest elnevezésű német zenei versenyt, amelyen mind a 16 német tartományt egy-egy produkció képviseli. A nézők szavazatai alapján a Brandenburg színeiben induló Subway to Sally győzedelmeskedett.
A Schlachthof címet viselő koncertalbum után 2009-ben jelent meg a Kreuzfeuer, az együttes tizedik nagylemeze, amelynek rockos hangzása mellett háttérbe szorulnak a hagyományos, középkori hangszerek.

## Jelenlegi tagok
- Eric Fish (Eric Hecht) - ének, duda
- Bodenski (Micheal Boden) - gitár, tekerőlant
- Simon (Simon Levko) - akusztikus gitár, tengeri trombita
- Ingo Hampf - gitár, mandolin, lant
- Frau Schmitt (Silke Volland) - hegedű, brácsa
- Sugar Ray (Silvio Runge) - basszusgitár
- Simon Michael (Simon Michael Schmitt) - dobok

## Diszkográfia

### Stúdióalbumok
- 1994: Album 1994 (Costbar)
- 1995: MCMXCV (Stars in the dark)
- 1996: Foppt den Dämon! (Red Rooster)
- 1997: Bannkreis (BMG Ariola)
- 1999: Hochzeit (BMG Ariola)
- 2001: Herzblut (Island Mercury)
- 2003: Engelskrieger (Motor Music)
- 2005: Nord Nord Ost (Nuclear Blast)
- 2007: Bastard (Nuclear Blast)
- 2009: Kreuzfeuer (Nuclear Blast)
- 2011: Schwarz in Schwarz (Nuclear Blast)
- 2014: Mitgift – Mördergeschichten (Universal)

### Koncertlemezek
- 2000: Schrei! (BMG Ariola)
- 2006: Nackt (Nuclear Blast)
- 2008: Schlachthof (Nuclear Blast)
- 2010: Nackt II (Universal)
- 2017: Neon (Universal)

### Kislemezek
- 1996: Von Teufeln, Narren, Räubern & Piraten (Stars in the Dark; Promo)
- 1997: Zu spät (BMG Ariola; Promo)
- 1999: Henkersbraut (BMG Ariola; Promo)
- 2001: Veitstanz (Island Mercury; Promo)
- 2003: Falscher Heiland (Island Mercury)
- 2003: Unsterblich (Motor Music)
- 2005: Sieben (Nuclear Blast)
- 2005: Seemannslied (Nuclear Blast; Promo)
- 2005: Eisblumen (Nuclear Blast; Promo)
- 2007: Umbra / Tanz auf dem Vulkan (Nuclear Blast; Online)
- 2008: Auf Kiel (Nuclear Blast)
- 2009: Eisblumen (Nuclear Blast; Online)
- 2009: Besser du rennst (Nuclear Blast; Online)

### DVD-k
- 2003: Live (Motor Music)
- 2006: Nackt (Nuclear Blast, csak a koncertlemezzel együtt kapható)
- 2008: Schlachthof (Nuclear Blast)